# パンプキンポテトフライの剣
『パンプキンポテトフライの剣』（パンプキンポテトのつるぎ）は、 2023年4月4日からTBSラジオが制作するお笑いコンビ・パンプキンポテトフライがパーソナリティを担当するpodcast番組。
2024年3月に放送枠の終了に合わせて番組休止となったが、リスナーから番組復活のメールが多数届いたことで、2024年5月21日に配信再開をした。

## 出演者
パーソナリティー
- パンプキンポテトフライ（谷拓哉・山名大貴）

## 番組コーナー
- ス◯ール◯ブロッ◯分校
- 谷に言わせたいツッコミバチこいわっしょいわっしょい
- 好井さん今何してる

## イベント
- 「第1回『N93』全体イベント 〜2023年初秋〜」

## 放送日程
| #1  | 4月4日   | 「パンプキンポテトフライ の剣」記念すべき第１回の放送が始まりました！！」  |  |
| #2  | 4月11日  | 「谷があのSUPERSTARと一献⁉️その時…山名は…」                                |  |
| #3  | 4月18日  | 「谷がキッショい〇〇な人に遭遇。なんじゃアイツ！！」                       |  |
| #4  | 4月25日  | 「教頭！とうとう電話相談希望の生徒がやってきました！！」                   |  |
| #5  | 5月2日   | 「財布落としても〜た・・・谷よ。」                                         |  |
| #6  | 5月9日   | 「4月のランキング発表〜B G M届いた！」                                     |  |
| #7  | 5月16日  | 「なんか・・・パンポテ剣IN立石・・・なにこれ・・・」                       |  |
| #8  | 5月23日  | 「ついに、ステッカーイラストが決定！・・・のはずが・・・!」                |  |
| #9  | 5月30日  | 「ゲストが来ました。誠にありがとうございます。」                           |  |
| #10 | 6月6日   | 「久しぶりに分校生徒の電話が繋がりました！」                               |  |
| #11 | 6月13日  | 「なんかもう・・・全てが・・・なにこれ！？」                               |  |
| #12 | 6月20日  | 「事務所の親睦会が久々に開催 いや・・・あぶな〜・・・」                    |  |
| #13 | 6月27日  | 「サスペンダーズからのクレームと・・・ツギクル芸人グランプリ決勝進出！！」 |  |
| #14 | 7月4日   | 「谷が久々に帰郷。「あれ？いつもとちゃうな〜。」                           |  |
| #15 | 7月11日  | 「満身創痍の「山名単独ライブ」が開催！！」                                 |  |
| #16 | 7月18日  | 「ツギクル芸人グランプリ・・・そんな事ある？」                             |  |
| #17 | 7月25日  | 「新コーナー爆誕！」                                                       |  |
| #18 | 8月1日   | 「吠える谷教頭・・・いや、あるやろ！！」                                   |  |
| #19 | 8月8日   | 「グッズ開発＆新コーナー＆教頭やらで盛り沢山です！」                       |  |
| #20 | 8月15日  | 「高校野球について物申す！！」                                             |  |
| #21 | 8月22日  | 「あら！谷が途中でスタジオから居なくなって・・・」                         |  |
| #22 | 8月29日  | 「谷が言いそうな５０音！お題は「尻舐め」＆「晩飯」です〜」                 |  |
| #23 | 9月5日   | 「谷教頭と生徒の喧嘩勃発！？&２４時間テレビお笑いキャラバン」              |  |
| #24 | 9月12日  | 「谷「バスケは全然嫌いじゃないんよ・・・！」                               |  |
| #25 | 9月19日  | 「今回は「N９３」イベント振り返り＆分校生電話S P〜！！」                   |  |
| #26 | 9月26日  | 「ランキングの件はまだパンポテは知りません・・・」                         |  |
|     | 9月26日  | ふわっち×N９３：コラボ企画「ふわっち＆パンポテ剣                           |  |
| #27 | 10月3日  | 「パンポテ剣！下半期の戦いが始まりました…」                                |  |
| #28 | 10月10日 | 「今回のパンポテ剣は山名の家からです〜！」                                 |  |
| #29 | 10月17日 | 「山名と彼女の後日談！あの後、どうなったの！？」                           |  |
| #30 | 10月24日 | 「あ〜あ...」                                                              |  |
| #31 | 10月31日 | 「あの山名涙の叫びから１週間経ちました」                                   |  |
| #32 | 11月7日  | 「新コーナー本格始動！」                                                   |  |
| #33 | 11月14日 | 「分校電話SP！！」                                                         |  |
| #34 | 11月21日 | 「いよいよM1グランプリ準々決勝」                                           |  |
| #35 | 11月28日 | 「M―１グランプリ準々決勝見事に敗退・・・」                                 |  |
| #36 | 12月5日  | 「M1グランプリの興奮が覚めやらぬ山名」                                     |  |
| #37 | 12月12日 | 「分校電話SP &重大発表！ 〜山名の夏は終わらない〜」                        |  |
| #38 | 12月19日 | 「山名がアノ大会に出場！？」                                               |  |
| #39 | 12月26日 | 「ヤマーナ・ヤマーナ・カルキン・ヤマーナ初舞台決定！」                     |  |

| #40 | 1月2日  | 「ヤマーナヤマーナ・カルキン・ヤマーナ」                   |  |
| #41 | 1月9日  | 「R1グランプリ近況報告！！が...まさかの展開に...」         |  |
| #42 | 1月16日 | 「R1グランプリ１回戦結果発表！」                           |  |
| #43 | 1月23日 | 「リスナーからおすすめラジオ番組を教えてもらう谷」         |  |
| #44 | 1月30日 | 「パンポテが考える男からも女からもモテる芸人とは」         |  |
| #45 | 2月6日  | 「沖縄ライブ後のそれぞれの過ごし方」                       |  |
| #46 | 2月13日 | 「山名久しぶりにお父さんと話す」                           |  |
| #47 | 2月20日 | 「全ての原因は...お前だ！！」                              |  |
| #48 | 2月27日 | 「ピュア過ぎる谷の高校時代」                               |  |
| #49 | 3月5日  | 「使う側、使われる側」                                     |  |
| #50 | 3月12日 | 「谷教頭VS生徒の大喜利対決！」                             |  |
| #51 | 3月19日 | 「生電話に…山名の彼女が降臨！！」                          |  |
| #52 | 3月26日 | 「ついに・・・ついに最終回！！こんな日が来るなんて・・・」 |  |
| #53 | 5月21日 | 「パンポテ剣...復活！！」                                  |  |
| #54 | 5月28日 | 「満身創痍のビラ配りマン！」                               |  |
| #55 | 6月4日  | 「ビラ配りマンもいいけど生電話もね〜」                     |  |
| #56 | 6月11日 | 「あれ・・・谷が・・ダウナーなご様子・・・」               |  |
| #57 | 6月18日 | 「山名よ！お前はもう…ホントにもう！」                      |  |
| #58 | 6月25日 | 「パンポテ剣2NDシーズンで重大なお知らせです！！」          |  |